# Taça Brasil 1965
Die Taça Brasil (Brasilien-Pokal) war der erste nationale Fußball-Wettbewerb in Brasilien. Die Taça wurde 1965 vom Brasilianischen Sportverband, dem CBD, ausgerichtet. Der Meister und Vizemeister waren als Teilnehmer an Copa Libertadores 1966 qualifiziert. Brasilien verzichtete aber auf einer Teilnahme an dem Wettbewerb. Man sah die Teilnahme der Vizemeister nicht dem Charakter des Wettbewerbs entsprechend an.
Die Sieger der Taça Brasil wurden zeitgenössisch als Campeões, als Meister von Brasilien, angesehen. Die CBF verweigerte aber bis 2010 den Vereinen die offizielle Anerkennung als Brasilianische Meister.

## Saisonverlauf
Der Wettbewerb startete am 18. Juli 1965 in seine Saison und endete am 8. Dezember 1965. Am Ende der Saison konnte der FC Santos den Titel verteidigen und gewann diesen zum fünften Mal in Folge.
Torschützenkönig wurde mit 7 Treffern Bita von Náutico Capibaribe.

## Teilnehmer
Es nahmen 22 Klubs teil. Der Modus bestand aus einer Art Pokalsystem. Teilnehmer waren die Sieger der Staatsmeisterschaften 1964.

## Modus
Es zählte nach Hin- und Rückspiel nur die Anzahl der Siege, keine weiteren Kriterien. Sollten beide Mannschaften einmal gewonnen haben, wurde ein Entscheidungsspiel ausgetragen. Ergab dieses keinen Sieger, zählte das Torverhältnis. Ergab der Vergleich keinen Sieger wurde die Entscheidung per Münzwurf entschieden.
1. Runde:
In der ersten Runde wurden die Teilnehmer nach ihrer Herkunft in zwei Regionen unterteilt. In den Gruppen trafen die Mannschaften im Pokalmodus aufeinander. Die Sieger wurden in Hin- und Rückspielen ermittelt. Der Finalsieger jeder Gruppe zog ins Finalrunde ein.
Finalrunde:
Der Austragungsmodus blieb wie in der ersten Runde. In dieser traten der Staatsmeister von Ceará der Fortaleza EC, der Staatsmeister von Rio de Janeiro der CR Vasco da Gama, der FC Santos als Titelverteidiger sowie SE Palmeiras als Vize-Staatsmeister von São Paulo in den Wettbewerb ein. Palmeiras hatte sich als Vizemeister der Staatsmeisterschaft qualifiziert, da der als Titelverteidiger qualifizierte FC Santos auch Meister in der Staatsmeisterschaft geworden war.

## 1. Runde

### Zone Nord
Die Zone Nord war unterteilt in zwei Gruppen. Die Gruppe Nordost und Nord. Beide Gruppen spielten zunächst ihre beste Mannschaft aus. Die besten beider Gruppen bestritten das Finale der Zone Nord. Der Gewinner zog in die Finalrunde ein.

#### Gruppe Nordost
In der Gruppe Nordost spielten die Staatsmeister der Verbände von:
 Alagoas
- Clube de Regatas Brasil

 Bahia
- EC Vitória – Der Klub war direkt für das Halbfinale der Gruppe Nordost qualifiziert.

 Paraíba
- Campinense Clube

 Rio Grande do Norte
- Alecrim FC

 Sergipe
- CS Sergipe

Viertelfinale Gruppe Nordost
|            | Gesamt |                         | Hinspiel | Rückspiel |
| ---------- | ------ | ----------------------- | -------- | --------- |
| Alecrim FC | 2:5    | Campinense Clube        | 1:4      | 1:1       |
| CS Sergipe | 5:5    | Clube de Regatas Brasil | 1:3      | 2:0       |

Das Entscheidungsspiel zwischen Regatas Brasil und Sergipe endete mit 2:2.
Halbfinale Gruppe Nordost
|                  | Gesamt |                         | Hinspiel | Rückspiel |
| ---------------- | ------ | ----------------------- | -------- | --------- |
| Campinense Clube | 1:0    | Clube de Regatas Brasil | 0:0      | 1:0       |

Finale Gruppe Nordost
|                  | Gesamt |            | Hinspiel | Rückspiel |
| ---------------- | ------ | ---------- | -------- | --------- |
| Campinense Clube | 1:3    | EC Vitória | 1:2      | 0:1       |

#### Gruppe Nord
In der Gruppe Nord spielten die Staatsmeister der Verbände von:
 Amazonas
- Nacional FC (AM)

 Maranhão
- Sampaio Corrêa FC

 Pará
- Clube do Remo

 Pernambuco
- Náutico Capibaribe – Der Klub war direkt für das Finale der Gruppe Nord qualifiziert.

 Piauí
- EC Flamengo (PI)

Viertelfinale Gruppe Nord
|                  | Gesamt |                   | Hinspiel | Rückspiel |
| ---------------- | ------ | ----------------- | -------- | --------- |
| Clube do Remo    | 4:1    | Nacional FC (AM)  | 1:0      | 3:1       |
| EC Flamengo (PI) | 0:2    | Sampaio Corrêa FC | 0:1      | 0:1       |

Halbfinale Gruppe Nord
|               | Gesamt |                   | Hinspiel | Rückspiel |
| ------------- | ------ | ----------------- | -------- | --------- |
| Clube do Remo | 8:6    | Sampaio Corrêa FC | 5:2      | 0:1       |

Das Entscheidungsspiel zwischen Clube do Remo und Sampaio endete 3:3.
Finale Gruppe Nord
|               | Gesamt |                    | Hinspiel | Rückspiel |
| ------------- | ------ | ------------------ | -------- | --------- |
| Clube do Remo | 5:6    | Náutico Capibaribe | 3:0      | 1:3       |

Das Entscheidungsspiel zwischen Clube do Remo und Náutico endete 1:3.

#### Finale Zone Nord
|            | Gesamt |                    | Hinspiel | Rückspiel |
| ---------- | ------ | ------------------ | -------- | --------- |
| EC Vitória | 0:4    | Náutico Capibaribe | 0:2      | 0:2       |

Turnierplan Zone Nord
|  | Viertelfinals Nord/Nordost | Viertelfinals Nord/Nordost | Viertelfinals Nord/Nordost | Viertelfinals Nord/Nordost | Viertelfinals Nord/Nordost |  |  | Halbfinals Nord/Nordost | Halbfinals Nord/Nordost | Halbfinals Nord/Nordost | Halbfinals Nord/Nordost | Halbfinals Nord/Nordost |  |    | Finals Gruppen Nord/Nordost | Finals Gruppen Nord/Nordost | Finals Gruppen Nord/Nordost | Finals Gruppen Nord/Nordost | Finals Gruppen Nord/Nordost |  |  | Finale Zone Nord | Finale Zone Nord | Finale Zone Nord | Finale Zone Nord | Finale Zone Nord |
|  |                            |                            |                            |                            |                            |  |  |                         |                         |                         |                         |                         |  |    |                             |                             |                             |                             |                             |  |  |                  |                  |                  |                  |                  |
|  | 1                          | Alecrim FC                 | 1                          | 1                          |                            |  |  |                         |                         |                         |                         |                         |  |    |                             |                             |                             |                             |                             |  |  |                  |                  |                  |                  |                  |
|  | 2                          | Campinense Clube           | 4                          | 1                          |                            |  |  | 9                       | Campinense Clube        | 0                       | 1                       |                         |  |    |                             |                             |                             |                             |                             |  |  |                  |                  |                  |                  |                  |
|  | 3                          | CS Sergipe                 | 1                          | 2                          | 2                          |  |  | 10                      | CR Brasil               | 0                       | 0                       |                         |  |    |                             |                             |                             |                             |                             |  |  |                  |                  |                  |                  |                  |
|  | 4                          | CR Brasil                  | 3                          | 0                          | 2                          |  |  |                         |                         |                         |                         |                         |  | 13 | Campinense Clube            | 1                           | 0                           |                             |                             |  |  |                  |                  |                  |                  |                  |
|  |                            |                            |                            |                            |                            |  |  |                         |                         |                         |                         |                         |  | 14 | EC Vitória                  | 2                           | 1                           |                             |                             |  |  |                  |                  |                  |                  |                  |
|  |                            |                            |                            |                            |                            |  |  |                         |                         |                         |                         |                         |  |    |                             |                             |                             |                             |                             |  |  |                  |                  |                  |                  |                  |
|  |                            |                            |                            |                            |                            |  |  |                         |                         |                         |                         |                         |  |    |                             |                             |                             |                             |                             |  |  |                  |                  |                  |                  |                  |
|  |                            |                            |                            |                            |                            |  |  |                         |                         |                         |                         |                         |  | 17 | EC Vitória                  | 0                           | 0                           |                             |                             |  |  |                  |                  |                  |                  |                  |
|  | 5                          | Clube do Remo              | 1                          | 3                          |                            |  |  |                         |                         |                         |                         |                         |  | 18 | Náutico Capibaribe          | 2                           | 2                           |                             |                             |  |  |                  |                  |                  |                  |                  |
|  | 6                          | Nacional FC (AM)           | 0                          | 1                          |                            |  |  | 11                      | Clube do Remo           | 5                       | 2                       | 3                       |  |    |                             |                             |                             |                             |                             |  |  |                  |                  |                  |                  |                  |
|  | 7                          | EC Flamengo (PI)           | 0                          | 0                          |                            |  |  | 12                      | Sampaio Corrêa FC       | 2                       | 1                       | 3                       |  |    |                             |                             |                             |                             |                             |  |  |                  |                  |                  |                  |                  |
|  | 8                          | Sampaio Corrêa FC          | 1                          | 1                          |                            |  |  |                         |                         |                         |                         |                         |  | 15 | Clube do Remo               | 3                           | 1                           | 1                           |                             |  |  |                  |                  |                  |                  |                  |
|  |                            |                            |                            |                            |                            |  |  |                         |                         |                         |                         |                         |  | 16 | Náutico Capibaribe          | 0                           | 3                           | 3                           |                             |  |  |                  |                  |                  |                  |                  |
|  |                            |                            |                            |                            |                            |  |  |                         |                         |                         |                         |                         |  |    |                             |                             |                             |                             |                             |  |  |                  |                  |                  |                  |                  |
|  |                            |                            |                            |                            |                            |  |  |                         |                         |                         |                         |                         |  |    |                             |                             |                             |                             |                             |  |  |                  |                  |                  |                  |                  |
|  |                            |                            |                            |                            |                            |  |  |                         |                         |                         |                         |                         |  |    |                             |                             |                             |                             |                             |  |  |                  |                  |                  |                  |                  |

### Zone Süd
Die Zone Süd war unterteilt in zwei Gruppen. Die Gruppe Süd und Zentral. Beide Gruppen spielten zunächst ihre beste Mannschaft aus. Die besten beider Gruppen bestritten das Finale der Zone Süd. Der Gewinner zog in die Finalrunde ein.

#### Gruppe Süd
In der Gruppe Süd spielten die Staatsmeister der Verbände von:
 Paraná
- Grêmio Maringá

 Rio Grande do Sul
- Grêmio FBPA

 Santa Catarina
- Grêmio Esportivo Olímpico – Der Kub war für das Finale in der Gruppe gesetzt.

Halbfinale Gruppe Süd
|                | Gesamt |             | Hinspiel | Rückspiel |
| -------------- | ------ | ----------- | -------- | --------- |
| Grêmio Maringá | 0:6    | Grêmio FBPA | 0:4      | 0:2       |

Finale Gruppe Süd
|                           | Gesamt |                     | Hinspiel | Rückspiel |
| ------------------------- | ------ | ------------------- | -------- | --------- |
| Grêmio Esportivo Olímpico | 1:5    | Grêmio Porto Alegre | 0:1      | 1:4       |

#### Gruppe Zentral
In der Gruppe Zentral spielten die Staatsmeister der Verbände von:
 Distrito Federal
- AA Guanabara

 Espírito Santo
- Associação Desportiva Ferroviária Vale do Rio Doce

 Goiás
- Atlético Goianiense

 Guanabara
- AE Eletrovapo

 Minas Gerais
- EC Siderúrgica – Der Kub war für das Finale in der Gruppe gesetzt.

Viertelfinale Gruppe Zentral
|                     | Gesamt |                        | Hinspiel | Rückspiel |
| ------------------- | ------ | ---------------------- | -------- | --------- |
| AE Eletrovapo       | 4:1    | Desportiva Ferroviária | 1:1      | 2:2       |
| Atlético Goianiense | 8:4    | AA Guanabara           | 2:0      | 4:2       |

Das Entscheidungsspiel zwischen Eletrovapo und Ferroviária endete 2:2. Die Entscheidung über das Weiterkommen fiel durch Münzwurf zu Gunsten von Ferroviária.
Halbfinale Gruppe Zentral
|                        | Gesamt |                     | Hinspiel | Rückspiel |
| ---------------------- | ------ | ------------------- | -------- | --------- |
| Desportiva Ferroviária | 3:6    | Atlético Goianiense | 2:0      | 0:4       |

Das Entscheidungsspiel zwischen Ferroviária und Goianiense endete 1:2.
Finale Gruppe Zentral
|                | Gesamt |                     | Hinspiel | Rückspiel |
| -------------- | ------ | ------------------- | -------- | --------- |
| EC Siderúrgica | 6:1    | Atlético Goianiense | 3:0      | 3:1       |

#### Finale Zone Süd
|                | Gesamt |             | Hinspiel | Rückspiel |
| -------------- | ------ | ----------- | -------- | --------- |
| EC Siderúrgica | 3:1    | Grêmio FBPA | 1:3      | 2:2       |

Turnierplan Zone Süd
|  | Vorrunde Gruppe Zentral | Vorrunde Gruppe Zentral | Vorrunde Gruppe Zentral | Vorrunde Gruppe Zentral | Vorrunde Gruppe Zentral |  |  | Viertelfinals Süd/Zentral | Viertelfinals Süd/Zentral | Viertelfinals Süd/Zentral | Viertelfinals Süd/Zentral | Viertelfinals Süd/Zentral |  |  | Finals Gruppen Süd/Zentral | Finals Gruppen Süd/Zentral | Finals Gruppen Süd/Zentral | Finals Gruppen Süd/Zentral | Finals Gruppen Süd/Zentral |  |  | Finale Zone Süd | Finale Zone Süd | Finale Zone Süd | Finale Zone Süd | Finale Zone Süd |
|  |                         |                         |                         |                         |                         |  |  |                           |                           |                           |                           |                           |  |  |                            |                            |                            |                            |                            |  |  |                 |                 |                 |                 |                 |
|  |                         |                         |                         |                         |                         |  |  |                           |                           |                           |                           |                           |  |  |                            |                            |                            |                            |                            |  |  |                 |                 |                 |                 |                 |
|  |                         |                         |                         |                         |                         |  |  |                           | Grêmio FBPA               | 4                         | 2                         |                           |  |  |                            |                            |                            |                            |                            |  |  |                 |                 |                 |                 |                 |
|  |                         |                         |                         |                         |                         |  |  |                           | Grêmio Maringá            | 0                         | 0                         |                           |  |  |                            |                            |                            |                            |                            |  |  |                 |                 |                 |                 |                 |
|  |                         |                         |                         |                         |                         |  |  |                           |                           |                           |                           |                           |  |  | Grêmio FBPA                | 1                          | 4                          |                            |                            |  |  |                 |                 |                 |                 |                 |
|  |                         |                         |                         |                         |                         |  |  |                           |                           |                           |                           |                           |  |  | Grêmio Olímpico            | 0                          | 1                          |                            |                            |  |  |                 |                 |                 |                 |                 |
|  |                         |                         |                         |                         |                         |  |  |                           |                           |                           |                           |                           |  |  |                            |                            |                            |                            |                            |  |  |                 |                 |                 |                 |                 |
|  |                         |                         |                         |                         |                         |  |  |                           |                           |                           |                           |                           |  |  |                            |                            |                            |                            |                            |  |  |                 |                 |                 |                 |                 |
|  |                         |                         |                         |                         |                         |  |  |                           |                           |                           |                           |                           |  |  | Grêmio FBPA                | 3                          | 2                          |                            |                            |  |  |                 |                 |                 |                 |                 |
|  |                         | Ferroviária             | 1                       | 2                       | 2                       |  |  |                           |                           |                           |                           |                           |  |  | EC Siderúrgica             | 1                          | 2                          |                            |                            |  |  |                 |                 |                 |                 |                 |
|  |                         | AE Eletrovapo           | 1                       | 2                       | 2                       |  |  |                           | Ferroviária               | 2                         | 0                         | 1                         |  |  |                            |                            |                            |                            |                            |  |  |                 |                 |                 |                 |                 |
|  |                         | Atlético Goianiense     | 2                       | 4                       |                         |  |  |                           | Atlético Goianiense       | 0                         | 4                         | 2                         |  |  |                            |                            |                            |                            |                            |  |  |                 |                 |                 |                 |                 |
|  |                         | AA Guanabara            | 0                       | 2                       |                         |  |  |                           |                           |                           |                           |                           |  |  | Atlético Goianiense        | 0                          | 1                          |                            |                            |  |  |                 |                 |                 |                 |                 |
|  |                         |                         |                         |                         |                         |  |  |                           |                           |                           |                           |                           |  |  | EC Siderúrgica             | 3                          | 3                          |                            |                            |  |  |                 |                 |                 |                 |                 |
|  |                         |                         |                         |                         |                         |  |  |                           |                           |                           |                           |                           |  |  |                            |                            |                            |                            |                            |  |  |                 |                 |                 |                 |                 |
|  |                         |                         |                         |                         |                         |  |  |                           |                           |                           |                           |                           |  |  |                            |                            |                            |                            |                            |  |  |                 |                 |                 |                 |                 |
|  |                         |                         |                         |                         |                         |  |  |                           |                           |                           |                           |                           |  |  |                            |                            |                            |                            |                            |  |  |                 |                 |                 |                 |                 |

## Finalrunde
In der Finalrunde traten der Staatsmeister von Ceará der Fortaleza EC, der Staatsmeister von Rio de Janeiro der CR Vasco da Gama, der FC Santos als Titelverteidiger sowie der SE Palmeiras als Vize-Staatsmeister von São Paulo in den Wettbewerb ein. Palmeiras hatte sich als Vizemeister der Staatsmeisterschaft qualifiziert, da der als Titelverteidiger qualifizierte FC Santos auch Meister in der Staatsmeisterschaft geworden war.
Palmeiras und Fortaleza spielten bereits im Viertelfinale. Vasco und Santos ab dem Halbfinale.

### Turnierplan
|  | Viertelfinale | Viertelfinale | Viertelfinale | Viertelfinale | Viertelfinale |              |   | Halbfinale | Halbfinale | Halbfinale | Halbfinale | Halbfinale |  |  | Finale | Finale | Finale | Finale | Finale |
|  |               |               |               |               |               |              |   |            |            |            |            |            |  |  |        |        |        |        |        |
|  |               |               |               |               |               |              |   |            |            |            |            |            |  |  |        |        |        |        |        |
|  |               |               |               |               |               |              |   |            |            |            |            |            |  |  |        |        |        |        |        |
|  |               | Vasco         | 2             | 1             |               |              |   |            |            |            |            |            |  |  |        |        |        |        |        |
|  |               |               |               |               |               |              |   |            |            |            |            |            |  |  |        |        |        |        |        |
|  |               |               | Náutico       | 2             | 0             |              |   |            |            |            |            |            |  |  |        |        |        |        |        |
|  |               | Fortaleza EC  | Náutico       | 2             | 0             | 2            | 2 |            |            |            |            |            |  |  |        |        |        |        |        |
|  |               |               |               |               |               | 2            | 2 |            |            |            |            |            |  |  |        |        |        |        |        |
|  |               | Náutico       | 3             | 3             |               |              |   |            |            |            |            |            |  |  |        |        |        |        |        |
|  |               |               |               |               |               |              |   | Vasco      | 1          | 0          |            |            |  |  |        |        |        |        |        |
|  |               |               | FC Santos     | 5             | 1             |              |   |            |            |            |            |            |  |  |        |        |        |        |        |
|  |               | Grêmio FBPA   | 1             | 5             | 0             |              |   |            |            |            |            |            |  |  |        |        |        |        |        |
|  |               | SE Palmeiras  | 4             | 1             | 2             |              |   |            |            |            |            |            |  |  |        |        |        |        |        |
|  |               | SE Palmeiras  | 4             | 1             | 2             | SE Palmeiras | 4 | 1          |            |            |            |            |  |  |        |        |        |        |        |
|  |               |               |               |               |               | SE Palmeiras | 4 | 1          |            |            |            |            |  |  |        |        |        |        |        |
|  |               |               | FC Santos     | 2             | 1             |              |   |            |            |            |            |            |  |  |        |        |        |        |        |
|  |               |               | FC Santos     | 2             | 1             |              |   |            |            |            |            |            |  |  |        |        |        |        |        |
|  |               |               |               |               |               |              |   |            |            |            |            |            |  |  |        |        |        |        |        |
|  |               |               |               |               |               |              |   |            |            |            |            |            |  |  |        |        |        |        |        |

### Hinspiel
| FC Santos                                           | FC Santos | CR Vasco da Gama | CR Vasco da Gama |
| --------------------------------------------------- | --- | --- | ---------------- |
| FC Santos                                           | \| 1. Dezember 1965 in São Paulo (Estádio do Pacaembu) \| \| Ergebnis: 5:1 (3:0) \| \| Zuschauer: 16.764 \| \| Schiedsrichter: Romualdo Arppi Filho \| | \| 1. Dezember 1965 in São Paulo (Estádio do Pacaembu) \| \| Ergebnis: 5:1 (3:0) \| \| Zuschauer: 16.764 \| \| Schiedsrichter: Romualdo Arppi Filho \| | CR Vasco da Gama |
| FC Santos                                           | 1:0 Coutinho (6.) 2:0 Dorval (17.) 3:0 Dorval (19.) 4:0 Toninho Guerreiro (71.) 5:1 Toninho Guerreiro (87.)                                            | 4:1 Célio (83., Eigentor) | CR Vasco da Gama |
| 1. Dezember 1965 in São Paulo (Estádio do Pacaembu) | | |                  |
| Ergebnis: 5:1 (3:0)                                 | | |                  |
| Zuschauer: 16.764                                   | | |                  |
| Schiedsrichter: Romualdo Arppi Filho                | | |                  |

### Rückspiel
| CR Vasco da Gama                              | CR Vasco da Gama | FC Santos | FC Santos |
| --------------------------------------------- | --- | --- | --------- |
| CR Vasco da Gama                              | \| 8. Dezember 1965 in Rio de Janeiro (Maracanã) \| \| Ergebnis: 0:1 (0:0) \| \| Zuschauer: 38.788 \| \| Schiedsrichter: Armando Marques \|  | \| 8. Dezember 1965 in Rio de Janeiro (Maracanã) \| \| Ergebnis: 0:1 (0:0) \| \| Zuschauer: 38.788 \| \| Schiedsrichter: Armando Marques \| | FC Santos |
| CR Vasco da Gama                              | Gainete, Joel, Caxias, Ananias, Oldair Barchi, Maranhão, Danilo Menezes, Mário, Nivaldo (Luizinho), Célio, Zezinho Cheftrainer: Zezé Moreira | Gilmar, Carlos Alberto, Mauro Ramos, Orlando, Geraldino, Lima, Mengálvio, Dorval Rodrigues, Coutinho, Pelé, Pepe (Abel) Cheftrainer: Lula   | FC Santos |
| CR Vasco da Gama                              | 0:1 Pelé (67.) | | FC Santos |
| CR Vasco da Gama                              | Platzverweise: Ananias, Luisinho, Zezinho | Platzverweise: Geraldino, Lima, Pelé, Orlando                                                                                               | FC Santos |
| 8. Dezember 1965 in Rio de Janeiro (Maracanã) | | |           |
| Ergebnis: 0:1 (0:0)                           | | |           |
| Zuschauer: 38.788                             | | |           |
| Schiedsrichter: Armando Marques               | | |           |

### Meistermannschaft
- Tor: Gilmar, Laércio, Silas Pereira, Cláudio
- Abwehr: Mauro Ramos, Haroldo, Ismael, Geraldino, Olavo, Joel Camargo, Calvet, Orlando, Oberdan, Carlos Alberto
- Mittelfeld: Lima, Mengálvio, Zito, Dorval Rodrigues, Eliseu, Abel
- Angriff: Coutinho, Pelé, Pepe, Peixinho, Toninho Guerreiro

## Abschlusstabelle
Die Tabelle diente lediglich zur Feststellung der Platzierung der einzelnen Mannschaften in der Saison. Sie wurde zeitweise vom Verband auch zur Ermittlung einer ewigen Rangliste herangezogen. Sie setzt sich zusammen aus allen ausgetragenen Spielen. In der Sortierung hat das Erreichen der jeweiligen Finalphase Vorrang vor den erzielten Punkten. Bei Punktgleichheit zählen zunächst die erzielten Siege, dann die erzielten Tore.
| Pl. | Verein                    | Sp. | S | U | N | Tore    | Diff. | Punkte |
| --- | ------------------------- | --- | - | - | - | ------- | ----- | ------ |
| 1.  | FC Santos                 | 4   | 3 | 1 | 0 | 011:400 | +7    | 07     |
| 2.  | CR Vasco da Gama          | 4   | 1 | 1 | 2 | 004:800 | −4    | 03     |
| 3.  | Náutico Capibaribe        | 9   | 6 | 1 | 2 | 018:120 | +6    | 13     |
| 4.  | SE Palmeiras              | 5   | 2 | 1 | 2 | 010:110 | −1    | 05     |
| 5.  | Grêmio FBPA               | 9   | 6 | 1 | 2 | 022:110 | +11   | 13     |
| 6.  | Fortaleza EC              | 2   | 0 | 0 | 2 | 004:600 | −2    | 0      |
| 7.  | EC Siderúrgica            | 4   | 2 | 1 | 1 | 009:600 | +3    | 05     |
| 8.  | EC Vitória                | 4   | 2 | 0 | 2 | 002:300 | −1    | 04     |
| 9.  | Clube do Remo             | 8   | 4 | 1 | 3 | 017:130 | +4    | 09     |
| 10. | Atlético Goianiense       | 7   | 4 | 0 | 3 | 013:110 | +2    | 08     |
| 11. | Campinense Clube          | 6   | 2 | 2 | 2 | 007:500 | +2    | 06     |
| 12. | Grêmio Esportivo Olímpico | 2   | 0 | 0 | 2 | 001:500 | −4    | 0      |
| 13. | Sampaio Corrêa FC         | 5   | 3 | 1 | 1 | 008:800 | ±0    | 07     |
| 14. | Desportiva Ferroviária    | 6   | 1 | 3 | 2 | 007:100 | −3    | 05     |
| 15. | Clube de Regatas Brasil   | 5   | 1 | 2 | 2 | 006:600 | ±0    | 04     |
| 16. | Grêmio Maringá            | 2   | 0 | 0 | 2 | 000:600 | −6    | 0      |
| 17. | CS Sergipe                | 3   | 1 | 1 | 1 | 005:600 | −1    | 03     |
| 18. | AE Eletrovapo             | 3   | 0 | 3 | 0 | 004:400 | ±0    | 03     |
| 19. | Alecrim FC                | 2   | 0 | 1 | 1 | 002:500 | −3    | 01     |
| 20. | EC Flamengo (PI)          | 2   | 0 | 0 | 2 | 000:200 | −2    | 0      |
| 21. | Nacional FC (AM)          | 2   | 0 | 0 | 2 | 001:400 | −3    | 0      |
| 22. | AA Guanabara              | 2   | 0 | 0 | 2 | 002:600 | −4    | 0      |